# برتز، شهرستان تاکر، ویرجینیای غربی
برتز (به انگلیسی: Bretz) یک منطقهٔ مسکونی در ایالات متحده آمریکا است که در شهرستان توکر، ویرجینیای غربی واقع شده‌است.